# سلس البول لدى الأطفال
في مرحلة الطفولة قد يمر الطفل بمشكلة أو عدة مشاكل تؤثر سلباً على حياته النفسية والاجتماعية، وتنعكس آثارها على المحيطين به من الوالدين والإخوة والأقران ومن ثَم وجب تحديد بعض هذه المشكلات التي تواجه الأسرة، والعمل من أجل التعامل معها بالأسلوب المناسب وإزالة المشكلة أو الحد من آثارها ومنها التبول اللاإرادي، وهو من المشاكل التي تسبب انزعاجاً وقلقاً للأطفال ولوالديهم خاصة بعد بلوغ الطفل سن الخامسة من عمره، ويترتب عليها مشكلات منها العزلة والخجل والخوف من الآخرين وقلة الثقة بالنفس والشعور بالنقص مما قد يؤثر على طفل صحياً ونفسياً.
يُعرف التبول اللاإرادي على أنه الإفراغ المتكرر للبول في سرير أو ملابس بشكل لا إرادي، وهو نوعان: تبول ليلي يحدث أثناء نوم الطفل، وتبول نهاري يحدث أثناء يقظة الطفل، هناك من قسّم التبول إلى تبول أوّلي، وفيه لم يمر الطفل بفترة تحكم للبول بعد، وتبول ثانوي يكون الطفل قد تحكم في بوله فترة ثم حدث له نكوص بعد ذلك.
التبول يكون أكثر انتشاراً في مرحلة الطفولة المبكرة ثم تقل نسبته كلما كبر الطفل في السن، كما أكدت المصادر الطبية والإحصائية التالية:
1. في عمر 5 سنوات ما بين 15-20% من الأطفال يعانون من التبول اللاإرادي
2. في عمر 7 سنوات تصل النسبة إلى 15% من الأطفال
3. في عمر 10 سنوات تنخفض إلى 3% من الأطفال
4. عند وصول إلى العمر 14 سنة تكون النسبة 1.5% فقط
5. عند الوصول إلى مرحلة الرشد 1%.

وقد وجد أن 20 % من حالات التبول اللاإرادي ناتجة عن اضطرابات نفسية وضعف الانتباه واضطرابات سلوك وكثرة الحركة ونشاط أثناء النوم بالإضافة إلى مشاكل الطفل التعليمية، ويعتبر التبول الليلي مشكلة إذا توفرت العوامل والأسباب التالية:
1. تكرار التبول في الفراش أو الملابس مرتين أسبوعياً على الأقل ولمدة ثلاثة أشهر متتالية.
2. إذا كان عمر الطفل لا يقل عن خمس سنوات.
3. إذا كانت أسباب التبول غير فسيولوجية أو عضوية.

قرر التشخيص الإكلينكي للأطفال المصابين بالتبول اللاإرادي بأن حالات التبول توصف بثقل النوم وصعوبة الاستيقاظ خاصة في الليل، ويعني صعوبة إدراك حساسية الطفل لامتلاء المثانة أثناء الليل، كما أن الطفل لا يتذكر أنه تبول وإنما يتفاجأ في الصباح بما حدث له من بلل فراشه وملابسه، والتبول اللاإرادي له عدة أسباب قد تعمل بصورة منفردة أو مجتمعة وتؤثر على الطفل من أهمها ما يلي:
- أسباب عضوية منها:

1. صغر حجم المثانة مما يجعلها لا تتسع للبول فتحاول التخلص منه.
2. زيادة كمية البول إما لشرب الطفل أو تناوله كميات كبيرة من السوائل قبل النوم أو نقص الهرمون المضاد لإفراز البول.
3. وجود خلل في الأعصاب المسؤولة عن التحكم في عضلة أو قناة مجرى البول.
4. تأخر نضج المراكز المخية المسؤولة عن التحكم في البول.
5. قد تنجم الأسباب عن تعاطي بعض الأدوية.
6. الإصابة ببعض الأمراض كالسكري أو زيادة الأملاح في الجسم.
7. وجود اضطرابات في الجهاز البولي والتناسلي.
8. الإصابة بالتسمم والمواد السامة.

- أسباب غير عضوية منها:

1. النوم العميق.
2. إحساس الطفل بالغيرة خاصة من وجود طفل جديد في الأسرة.
3. عدم الإحساس بالأمان.
4. الخوف من الظلام أو الأشباح أو الحيوانات خاصة بعد سماع قصص عنها.
5. أساليب التنشئة الاجتماعية الخاطئة مثل معاقبة الطفل والإساءة له من قبل الوالدين.
6. التدليل الزائد ومحاولة الطفل في جذب الانتباه.
7. الاضطرابات السلوكية والنفسية مثل الخجل والخوف والحركة الزائدة.
8. اضطراب الوعي أو الصرع.

من أهم مضاعفات التبول اللاإرادي لدى الطفل الإحساس بالخجل والإحساس بالخوف وعدم الإحساس بالأمن والاعتماد على الآخرين وضعف الثقة في النفس والاستغراق في أحلام اليقظة والعزلة والابتعاد عن الآخرين وظهور أعراض الاكتئاب
من حسن الحظ أن التبولَ اضطرابٌ قابل للشفاء الذاتي مع تقدم الطفل في العمر ونضج جهازه العصبي ولكن لا يعني أن يُترك الطفل دون علاج أو مساعدة وبالتالي تقديم شرح للوالدين عن طبيعة العلاج ويتم اختيار الوسائل العلاجية بعد تقييم الحالة من قبل المتخصصين، ويراعى عند اختيار الوسيلة عمر الطفل وشدة حالة أو درجة الإصابة ومدى تعاون الوالدين أو الأسرة.
يُفضل للأطفال في عمر 5 أو 7 سنوات بدء العلاج بوسائل بسيطة غير الدواء أما الأكبر سناً أو الذين هم في حالات شديدة يفضل ان يكون العلاج الدوائي.
من أهم الوسائل العلاجية التي يمكن اتباعها من قبل الأسرة:
1. اتباع بعض القواعد والعادات مع الأطفال مثل الامتناع عن شرب السوائل قبل النوم وإيقاظ الطفل بعد فترة من النوم للذهاب إلى الحمام.
2. عدم مشاهدة أو الاستماع إلى القصص المرعبة قبل النوم.
3. وجود إضاءة في غرف نوم الأطفال أو الحمامات.
4. تدريب المثانة على الاتساع من خلال تناول كميات من السوائل.
5. تدريب على الانتباه والإدراك وسرعة الاستجابة من خلال اللعب.
6. إعطاء حالة من الأمان والطمأنينة داخل الاسرة.
7. تجنب الصراخ والشجار بالإضافة إلى الأصوات المزعجة أمام الأطفال.
8. تجنب أساليب العقاب والإساءة.
9. تجنب لوم أو عقاب الطفل أمام الآخرين.
10. مراعاة مشاعر الأطفال خاصة بعد قدوم مولود جديد.
11. تشجيع وحث الطفل على التوقف عن التبول.
12. ارتداء ملابس سميكة أثناء النوم لتدفئة الطفل.
13. العلاج باستخدام الأدوية التي تنشط الهرمون المضاد للبول، وتكون مدة العلاج على الأقل ستة أشهر (مع وجود استشارة طبية)

وفي الأخير العمل على علاجه بأقصى سرعة وبدون آثار جانبية قبل أن يؤثر المشكل على البنية الشخصية للطفل في المستقبل.

## تمارين لعلاج سلس البول
- تمارين قاع الحوض : تساعد هذه التمارين على تقوية عضلات الحوض، مما يساعد بدوره على تحسين التحكم في البول وتقليل التسرب.
- تمرين كيجل للرجال : هذه التمرين هو نوع واحد من تمارين قاع الحوض وتستغرق دقائق كل يوم.
- تدريب المثانة: يمكن أن يساعد على إنشاء روتين جديد للتبول لتقليل نوبات السلس.

## قراءات
1-سعد جلال (1985) الطفولة والمراهقة، القاهرة دار الفكر العربي.
2- محمد المهدي (2003) البوال، المنصورة نقابة الأطباء.
3- مصطفى فهمي سيكولوجية الطفولة والمراهقة، القاهرة مكتبة مصر.